# 趙宗愈
趙宗愈（1031年—1095年），北宋宗室。宋太宗曾孙，赵元份之孙，赵允让第十二子，母亲任氏，宋英宗的同母兄。
元丰六年（1083年），趙宗愈以定武軍留後升任為感德軍節度使、華原郡王。元祐元年（1086年）八月，宋哲宗詔：「明堂大禮命嗣濮王趙宗暉為亞獻，高密郡王趙宗晟為終獻。華原郡王趙宗愈為太廟初獻，節度觀察留後趙仲論為亞獻，觀察使趙世開為終獻。」趙宗晟去世后，紹聖二年（1095年）四月，趙宗愈以鎮安節度使、開府儀同三司、檢校司徒、封嗣濮王。嗣王以四季至祠所祭祀，趙宗愈患疾，有人说不可以暑热而行，他说：「我作为主祀而不往，非禮。」勉強登上乘輿前去，病于是加重。八月去世，年六十五岁，贈太師，追封襄王，謚恭憲。

## 诸子
- 赵仲仆，同安郡王，祁王，谥敦孝
- 赵仲珲，房陵郡公
- 赵仲勰，感德军节度使
- 赵仲瑺，保庆军节度使
- 赵仲皎，平江军节度使
- 赵仲习，建宁军节度使
- 赵仲章，太子右内率府副率
- 赵仲嫩，華原郡公
- 赵仲嵸，赠华州观察使